# Probot
Unter dem Namen Probot veröffentlichte Foo-Fighters-Frontmann Dave Grohl im Jahr 2004 ein Metal-Album, auf dem elf Stücke zu finden sind, die Grohl mit elf verschiedenen Vokalisten anderer Metal- bzw. Hardcorebands eingespielt hatte.

## Hintergrund
Grohl schrieb die Songs jeweils mit dem Ziel, zu der von ihm als Sänger erhofften Person zu passen. Die jeweilige Aufnahme schickte er anschließend den Sängern zu, die dazu einen Text schrieben und die Gesangsspur hinzufügten. Einige Gitarrenparts wurden außerdem von Musikern wie Matt Sweeney (Guided by Voices) und Kim Thayil (Soundgarden) beigesteuert. Erschienen ist das Werk bei dem amerikanischen Metal-Label Southern Lord.
Grohl arbeitete mehrere Jahre an dem Projekt, zunächst hatte er auch auf eine Zusammenarbeit mit dem inzwischen verstorbenen Chuck Schuldiner sowie mit Tom Araya gehofft, was auf Grund von Krankheit bzw. Terminproblemen nicht möglich war.
Nach eigenem Bekunden erfüllte sich Grohl, der seit seiner Kindheit Metal-Fan ist, mit diesem Projekt einen lange gehegten Traum.

## Titelliste
| No | Titel            | Gast                                        | Autor               | Zeit  |
| -- | ---------------- | ------------------------------------------- | ------------------- | ----- |
| 1  | Centuries of Sin | Cronos von Venom                            | Cronos, Grohl       | 4:09  |
| 2  | Red War          | Max Cavalera von Soulfly                    | Cavalera, Grohl     | 3:30  |
| 3  | Shake Your Blood | Lemmy Kilmister von Motörhead               | Grohl, Lemmy        | 2:59  |
| 4  | Access Babylon   | Mike Dean von Corrosion of Conformity       | Dean, Grohl         | 1:24  |
| 5  | Silent Spring    | Kurt Brecht von D.R.I.                      | Brecht, Grohl       | 3:27  |
| 6  | Ice Cold Man     | Lee Dorrian von Napalm Death/Cathedral      | Dorrian, Grohl      | 5:53  |
| 7  | The Emerald Law  | Scott Weinrich von Saint Vitus/The Obsessed | Grohl, Weinrich     | 5:33  |
| 8  | Big Sky          | Tom G. Warrior von Celtic Frost             | Fischer, Grohl      | 4:51  |
| 9  | Dictatosaurus    | Denis Bélanger von Voivod                   | Grohl, Snake        | 3:52  |
| 10 | My Tortured Soul | Eric Wagner von Trouble                     | Grohl, Wagner       | 5:00  |
| 11 | Sweet Dreams     | King Diamond von Mercyful Fate              | Grohl, King Diamond | 12:08 |

Außerdem enthalten ist ein Bonustrack: I Am the Warlock mit Jack Black.